# Berryz工房 七夕スッペシャルライブ2012
『Berryz工房 七夕スッペシャルライブ2012』（ベリーズこうぼうたなばたスッペシャルライブにせんじゅうに）は2012年7月7日に横浜BLITZで開催されたBerryz工房のライブである。DVDはファンクラブ限定通販で2012年10月に先行販売された後、12月5日に一般発売された。発売元はアップフロントワークス。
七夕の日に行われるライブは前年に続き二度目となる。前年は平日公演だったので夜公演のみだったが、今回は土曜日に行われたため、昼公演『織姫バージョン』、夜公演『彦星バージョン』の二公演行った。

## DVD

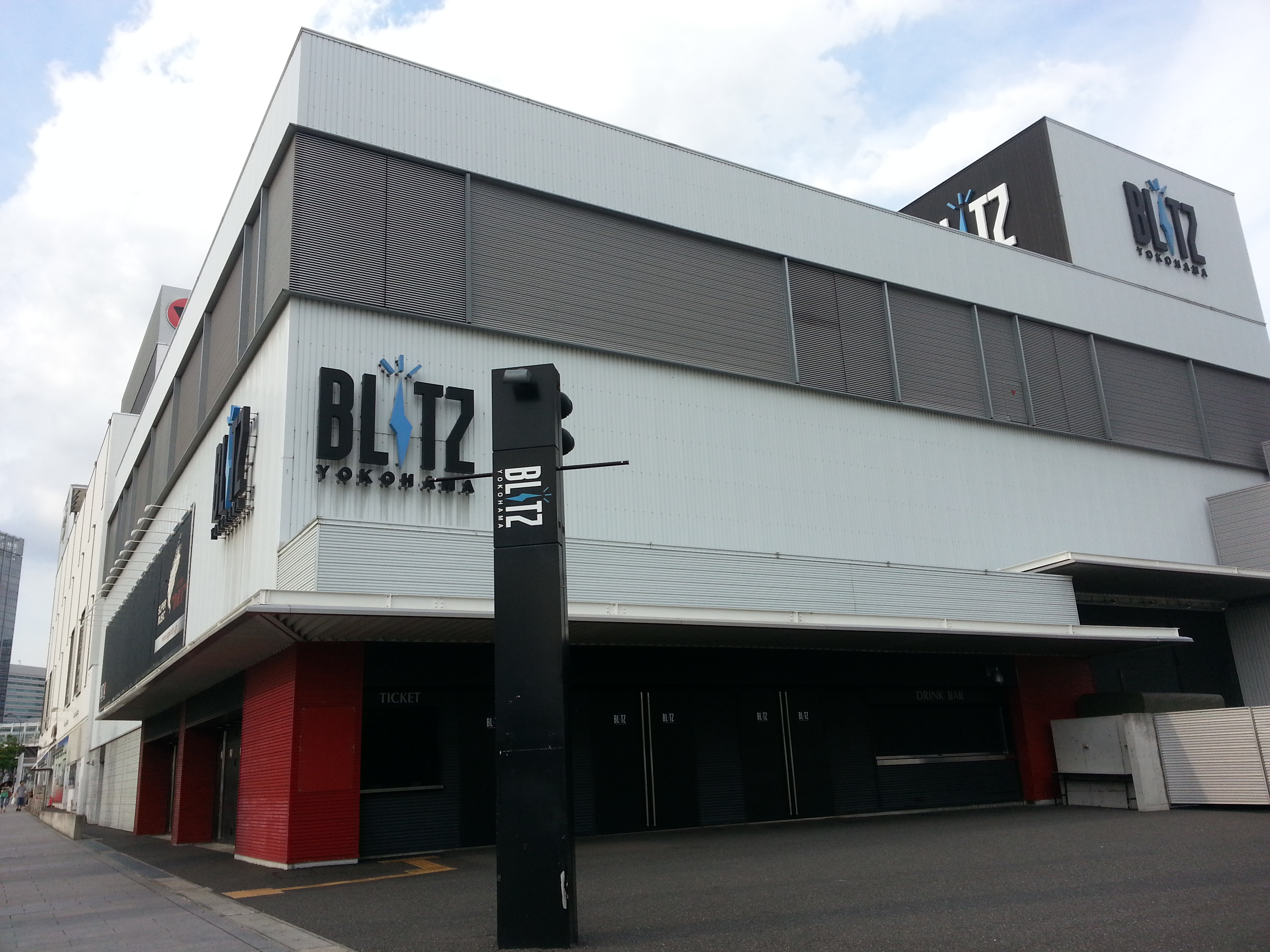
会場の横浜BLITZ（2013年7月撮影）

『Berryz工房 七夕スッペシャルライブ2012』（DVD：2012年12月5日）
2012年7月7日に横浜BLITZにて行われたスッペシャルライブ夜公演『彦星バージョン』の模様を収録。
1. OPENING
2. ライバル
3. 本気ボンバー!!
4. 友情 純情 oh 青春
5. MC1
6. 女子会 The Night
7. フラれパターン
8. バカにしないで
9. MC2
10. マジ グッドチャンス サマー
11. BOMB BOMB JUMP
12. 単純すぎなの私…
13. MC3
14. 抱きしめて 抱きしめて
15. 胸さわぎスカーレット
16. HAPPY!Stand Up
17. MC4
18. ハピネス〜幸福歓迎!〜
19. ヒーロー現る!
20. 世の中薔薇色[注釈 1]
21. 一丁目ロック！
22. ENCORE：恋はひっぱりだこ
23. ENCORE：CLAP!!
24. ENCORE：MC5
25. ENCORE：BE

特典映像：昼公演『織姫バージョン』 より回替わり曲
14. ジリリ キテル
15. なんちゅう恋をやってるぅ YOU KNOW?
16. 雄叫びボーイ WAO!
18. Because happiness
19. かっちょ良い歌
22. ENCORE：BERRY FIELDS